# Polistes versicolor
Polistes versicolor is een vliesvleugelig insect uit de familie van de plooivleugelwespen (Vespidae). P. versicolor is een van zichzelf niet agressieve soort die ook minder dol is op zoetigheid dan de wespen die op het noordelijk halfrond voorkomen. P. versicolor heeft een slank lichaam en is iets groter dan de gemiddelde wesp in de Benelux en omgeving.
Hoewel P. versicolor minder agressief is dan de Europese wespen, is de steek pijnlijker dan die van de gewone wesp of Duitse wesp. Deze papierwespen vallen alleen aan als ze zich bedreigd voelen, bijvoorbeeld wanneer men het nest te dicht nadert.
Het papierwespennest wordt gebouwd van onder andere het eigen speeksel. Aangezien dit veel vocht vergt, kunnen papierwespennesten vaak gevonden worden in de buurt van kleine waterbronnen (zoals een lekkende airconditioning of kraan). Veelal kunnen de nesten ergens onder hangend gevonden worden.

## Taxonomie en fylogenie
De Franse entomoloog Guillaume-Antoine Olivier beschreef Polistes versicolor voor de eerste keer in 1791. De soortaanduiding versicolor is een Latijnse term die verschillende betekenissen heeft. Hoogstwaarschijnlijk verwijst het naar de heldere verkleuring van de buik en thorax. Binnen de onderfamilie Polistinae van de familie Vespidae heeft het geslacht Polistes (Papierwespen) ongeveer 200 soorten die over de hele wereld zijn verspreid, meestal in tropische gebieden. 
Het wijd bestudeerde geslacht Polistes wordt nu beschouwd als de sleutel tot het begrijpen van de evolutie van sociaal gedrag bij wespen en andere ongewervelden.
P. versicolor is een lid van het ondergeslacht Aphanilopterus. Omdat de morfologische variatie binnen Aphanilopterus klein is, heeft Polistes versicolor veel overeenkomsten met andere soorten uit Aphanilopterus, met name met Polistes instabilis. Beide soorten blijken in grote aantallen met elkaar samen te leven. 
Ecologisch gezien leeft P. versicolor in omstandigheden die vergelijkbaar zijn met soorten van andere gematigde zonesoorten, zoals Polistes fascatus (een derivaat Fuscopolistes) en Polistes canadensis (ook in het ondergeslacht Aphanilopterus). Hoewel de seizoenschommelingen qua temperatuur niet drastisch zijn, hebben deze soorten een uitgesproken droog seizoen.

## Beschrijving en identificatie
Zowel de mannelijke als de vrouwelijke Polistes versicolor hebben gele transparante vleugels en een zwart lichaam met de karakteristieke gele banden op de thorax en de buik.
De verschillende functies van de vrouwtjes zijn gemakkelijk herkenbaar aan hun grootte. Binnen een verzameling P. versicolor zijn de koninginnen altijd de grootste vrouwtjes en pasgeboren vrouwtjes de kleinste. Geaggregeerde vrouwtjes zijn groter dan andere vrouwtjes. De vrouwelijke lichaamsafmetingen binnen een kolonie zijn vaak afhankelijk van de omgevingsomstandigheden (een toename in lichaamsgrootte wordt vaak gezien bij het naderen van een ongunstig seizoen). De koloniegrootte kan variëren van zeven vrouwtjes tot bijna 100 vrouwtjes (bij volwassen kolonies).

## Nest

### Uiterlijke kenmerken
Het nest van P. versicolor bestaat uit een regelmatige vijfhoek, die op zijn beurt nog in vijfhoekige cellen verdeeld zijn. Deze papierachtige nesten zijn gemaakt van gekauwde plantaardige vezels en hebben vaak een grijsachtige kleur. Ze worden vaak op gipspleisterbasis gebouwd. Funderingen van nesten op gipspleister blijken significant groter te zijn dan die op andere soorten substraat, een bewijs van het synantropisme van P. versicolor. Gemiddeld bestaat het nest uit 244.2 cellen (en uit 171.67 volwassen wespen.

### Constructie
Nieuwe kolonies en nesten worden meestal gesticht door een vereniging van vrouwen; vrouwelijke verenigingen zijn verantwoordelijk voor het succes van 51,5% van de nieuwe koloniën. Bij het bouwen van deze nesten is vastgesteld dat P. versicolor zich bezighoudt met consistente gedragsacties. Alvorens met de constructie te beginnen, maakt de oprichtster eerst herkenningsvluchten, inspecteert de structuur die voor het nest moet worden gebruikt door dicht bij het geselecteerde gebied te vliegen en de ondergrond met haar antennes aan te raken. Zodra de locatie voor de nieuwe koloniebasis is vastgesteld, begint de constructie met de steel: plantaardig materiaal wordt gekauwd met speeksel en vervolgens in draadvorm aan het substraat gehecht. De eerste cel wordt dan geconstrueerd met een cirkelvormig formaat, waarbij het wijfje constant de celzijden met haar antennes raakt. Naderhand worden hexagonale contouren gevormd, omdat perifere cellen rondom de initiële cirkelvormige cel worden gebouwd en aan naburige cellen worden bevestigd. Terwijl larven zich in de cellen ontwikkelen, wordt gekauwde plantaardige vezel toegevoegd aan de uiteinden van de cellen om hun wandhoogte te verhogen. Tijdens de hele koloniecyclus, als de koloniën groeien en de celaantallen toenemen, wordt de steel verder versterkt met extra plantenvezels om te zorgen voor voldoende steun voor het nest als het groter wordt.

## Communicatie
Polistes versicolor staat bekend om zijn kwispelende bewegingen als een vorm van communicatie binnen de kolonie. De wespensoort kan waggelen met een frequentie van 10.6 ± 2.1 Hz (n = 190). De wesp loopt over de cellen van het nest en wiebelt zijn achterlijf horizontaal, met het laatste buiksegment opgehangen boven de poppen en larven. Twee zwaaiperiodes die 0,33 ± 0,09 seconden duren (n = 34) vinden elk binnen een seconde plaats. Het volgende paar volgt na 10 of 20 seconden. Tijdens deze zweefbewegingen volgen twee soorten geluidssalvo's de bewegingen, met intensiteiten tussen 70 en 80 dB. Dominante vrouwen vertoonden 10,2% van het geregistreerde kwispelende gedrag terwijl ondergeschikten werden geregistreerd die slechts 1,4% van dit gedrag uitvoerden. Omdat de zwaaiende bewegingen significant vaker worden weergegeven door dominanten dan ondergeschikten (p <0.01), is dit gedrag in verband gebracht met dominantie. Het vermoeden bestaat dat de kwispelende bewegingen verband kunnen houden met de afgifte van "dominante feromonen" tijdens celinspectie en voedseluitwisseling met larven. Daarom kan het kwispelen worden gezien als onderdeel van een defensief gedrag. De ondergeschikten voeren deze kwispelende bewegingen vaak uit bij de terugkeer van een opvoeder naar het nest. Deze kwispelende bewegingen, samen met andere communicatiemechanismen, zoals zijtrillingen, antennes aanraken en agressie zijn sociale gedragingen die deze P. versicolor gebruiken om de behoeften van de kolonie te vermelden. De kwispelende bewegingen kunnen bijvoorbeeld de aankomst van nieuw materiaal in het nest aangeven en agressie tussen werknemers kan worden gebruikt om anderen te stimuleren voerexpedities te vergroten.

## Voedsel
De werkers hebben de neiging om het grootste deel van de kolonie te voeden. De afscheiding van de hypofaryngeale klieren (of voedersapklieren) van de werkers is het hoofdbestanddeel van de koninginnengelei die door de werkers wordt geproduceerd om de larven te voeden. De ontwikkeling van deze klieren kan duidelijk worden gekoppeld aan het gedrag van de werkers in het nest; koninginnen en mannen hebben geen ontwikkelde hypofaryngeale klieren. Na opkomst voeden de werknemers zich van de 3e tot de 18e dag bijna uitsluitend met stuifmeel, wat het eiwit oplevert dat nodig is om de koninginnengelei in hun hypofaryngeale klieren te produceren die de rest van de larven voedt. Na de 18e dag worden de werkers verzamelaars en vliegen constant om voedsel te verzamelen; ze schakelen over van het voeden met stuifmeel naar het voeden met honing, die beter kan voorzien in hun energetische behoeften. Met de overstap naar honingconsumptie komt een grote reductie van hun hyopharyngeale klieren. Deze structuren blijven echter heel hun leven actief. P. versicolor is over het algemeen een roofwesp, want ze vangen een breed scala aan insecten. Hoewel ze meestal geen prooi-voorkeur hebben, voeden P. versicolor zich meestal met insecten uit de ordes Lepidoptera (95,4%) en Coleoptera (1,1%). De vlindersoort Chlosyne lacinia saundersii (Lepidoptera: Nymphalidae) is met name de meest verzamelde prooi (13,5%).

## Verdediging
Mierenaanvallen vertegenwoordigen de grootste roofdruk voor P. versicolor. De wespen hebben verschillende manieren ontwikkeld om deze mieren te bestrijden. Een manier daarvan is door hun nestconstructie. Omdat de nesten enkelvoudige honingraten zijn die door een steel aan een substraat zijn bevestigd, worden de gesuspendeerde cellen vaak beschermd tegen aanvallen door mieren. Als er een mierenaanval plaatsvindt, is vluchten gemakkelijk omdat de nesten onbedekt zijn. Daarnaast hebben deze wespen een klier in het sterniet van het abdominale segment VI die vooral verantwoordelijk is voor het maken van een substantie die giftig is voor mieren. Plukjes haar dicht bij de rand van het buiksterniet datzelfde segment slaan het mier-afstotende middel op, waardoor het via wrijving kan worden afgescheiden. Hoewel dit wrijfgedrag optreedt gedurende de gehele koloniecyclus, komt het het vaakst voor in de fase vóór de geboorte. Vrouwen in de fase voor de geboortes zijn erg druk met meerdere taken; daarom is het meer de moeite waard voor het vrouwtje om te investeren in chemische verdediging in de fase na de geboorten. Een dergelijke actieve verdediging omvat vaak alarmgedrag, waarbij de wespen een rechtopstaande houding aannemen, hun vleugels openen en hun antennes naar de bron van hun alarm richten. Terwijl P. versicolor hun achterlijf wiegelen, wordt gedacht dat alarm-feromonen vrijkomen. Deze alarmgedragingen zijn gekoppeld aan de aanwezigheid van de parasiet Ichneumonidae; deze parasitaire vrouwtjes injecteren eieren in de gastheren of leggen eieren buiten de gastheer zodat de larven de gastheer van buitenaf kunnen aanvallen.